# 两家子乡 (康平县)
两家子乡，是中华人民共和国辽宁省沈阳市康平县下辖的一个乡镇级行政单位。

## 行政区划
两家子乡下辖以下地区：
钟家街村、新发堡村、刘家油坊村、牤牛河村、东贾家窝堡村、两家子村、戴家窝堡村、聂家窝堡村、前双山子村和田家窝堡村。